# Pharaphodius ugongoanus
Pharaphodius ugongoanus är en skalbaggsart som beskrevs av Rudolph Petrovitz 1964. Pharaphodius ugongoanus ingår i släktet Pharaphodius och familjen Aphodiidae. Inga underarter finns listade i Catalogue of Life.